# Jazz belge

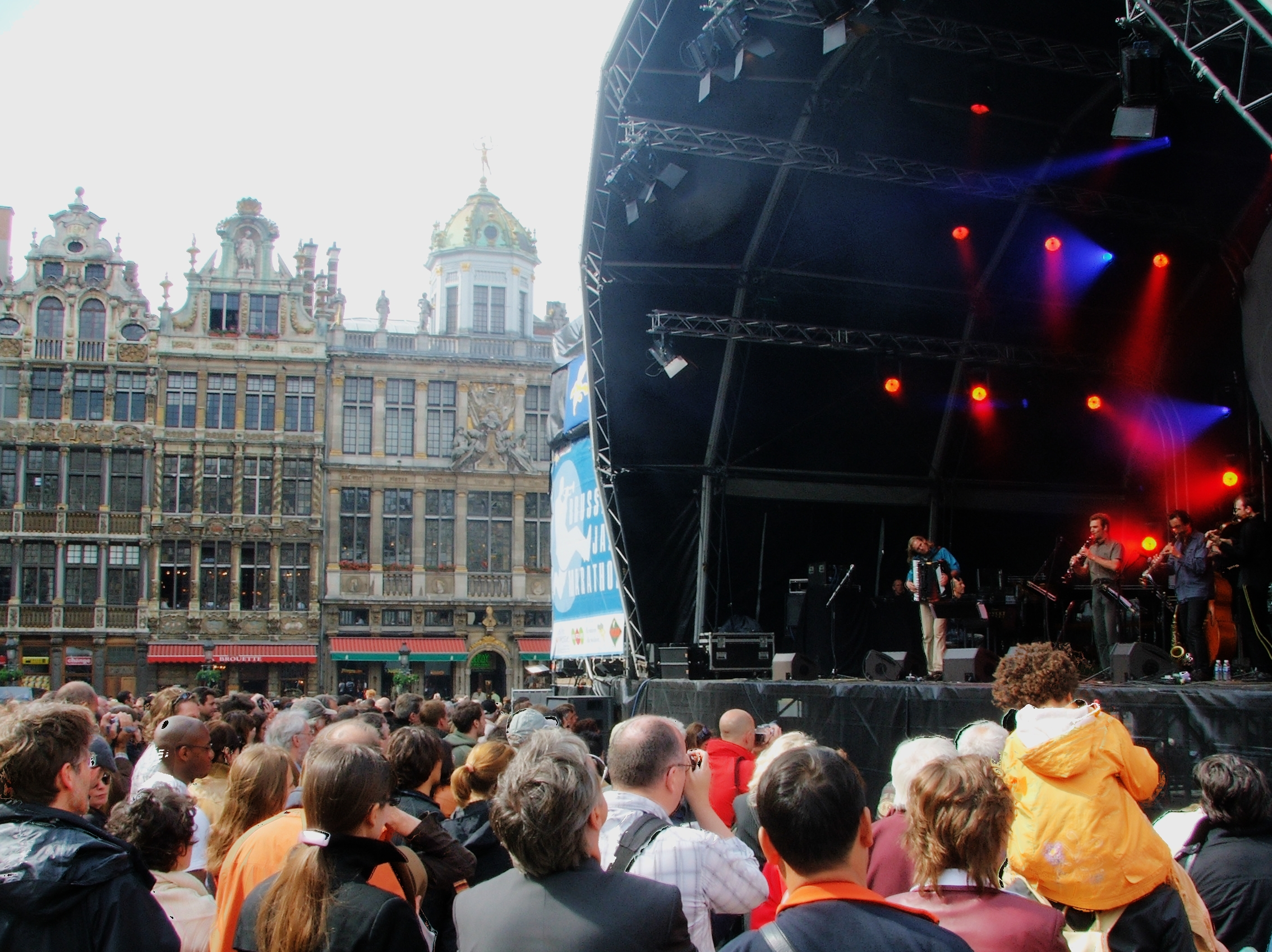
Brussels Jazz Marathon.

Le jazz belge décrit le développement du jazz et ses genres associés en Belgique depuis les années 1920, et les musiciens du genre qui y ont joué un rôle. Avec la France et la Grande-Bretagne, la Belgique a été l'un des trois premiers pays européens à jouer du jazz dès le début du siècle dernier. Cette place de choix dans le développement du jazz européen, la Belgique la doit non seulement à ses musiciens, mais certainement aussi à l'esprit pionnier de passionnés de jazz tels que Félix-Robert Faecq, Robert Goffin et Stan Brenders.
Au cours du XXe siècle, la Belgique connait plusieurs « périodes d'or » ou « âges d'or » du jazz,. La première débute après la période pré-jazz avec la prestation des Mitchell's Jazz Kings, un groupe de musiciens noirs qui se produit dans la revue Laisse-les tomber le 24 janvier 1920 à l'Alhambra de Bruxelles. Leur passage donnera lieu à la création de nombreux groupes de jazz belges, comme les Bing Boys et le Mohawk's Jazz Band. C'est également en 1920 que se forme le premier big band européen : le Bistrouille Amateur Dance Orchestra (B.A.D.O.). Musique Magazine, le premier magazine de jazz au monde, voit également le jour dans les années 1920. La deuxième période d'or arrive après la Libération (1945), avec la création des Bob Shots (premier orchestre bop national), et la fondation du Jazz Club de Belgique, qui accueillera à peu près tous les grands noms du jazz. Bobby Jaspar, Jacques Pelzer, Toots Thielemans, René Thomas sont des figures de proue de cette période. Dans les années 1960 et 1970, le jazz connait une baisse de popularité, suivie d'une nouvelle et troisième période de gloire dans les années 1980.
Jusqu'aux années 1970 environ, l'histoire du jazz belge se résume à une succession de périodes stylistiques, dont l'évolution est presque parallèle à celle des États-Unis : de la période pré-jazz avec les minstrel shows, le ragtime et le cake-walk au jazz de La Nouvelle-Orléans, au swing, puis à la période bebop, au cool jazz et au free jazz. À partir de la fin des années 1980, cependant, il devient difficile de décrire le jazz comme un genre distinct en raison des nombreux styles et tendances qui ont commencé à s'influencer les uns les autres. À la fin du XXe siècle, la nature personnelle et immédiatement reconnaissable des grands musiciens de jazz du passé semble avoir été remplacée par une virtuosité technique et une flexibilité stylistique souvent stupéfiantes. 

## Histoire

### Origines
La période qu'on peut qualifier de pré-jazz est celle qui précède la reconnaissance du jazz en tant que style individuel. Pendant la période des minstrel shows, à la fin du XIXe siècle, l'apparition des premières techniques d'enregistrement donne un coup de fouet au jazz et à la musique en général. En 1877, Thomas Edison met au point le phonographe et, un an plus tard, son invention est présentée lors d'une exposition à Bruxelles, au Panopticum Castan. En 1902, un magasin ouvre à Liège avec des phonographes et gramophones Edison et un choix de 10 000 cylindres d'enregistrements. Pendant longtemps, la Belgique ne dispose pas de studios d'enregistrement, de sorte que la diffusion de la musique (pré-)jazz dépend de maisons de disques étrangères telles que Columbia, Zonophone et Favorite jusqu'à la fin de la Première Guerre mondiale.
Une autre invention qui a joué un rôle majeur dans le développement du jazz est le nouvel instrument d'Adolphe Sax : le saxophone. En 1890, les saxophones étaient fabriqués aux États-Unis par C.G. Conn Ltd. et Buescher Band Instrument Company, et des saxophonistes virtuoses comme le Belge Jean Moeremans, qui jouait dans l'orchestre de John Philip Sousa, ont contribué à populariser l'instrument. Bientôt, le saxophone devient le symbole d'un nouveau type de musique qui se développe discrètement vers la fin du XIXe siècle. Les musiciens belges sont parmi les premiers à enregistrer des solos de saxophone en Amérique. Eugene Coffin, par exemple, a réalisé des enregistrements sur des cylindres de cire (1895-1896) et le saxophoniste alto Jean Moeremans est le premier au monde à enregistrer des solos de saxophone sur un disque de gramophone pour la Victor Talking Machine Company en 1897.

### Débuts du jazz (Dixieland, 1917–1930)
Au début, il existe plusieurs canaux qui ont contribué à la diffusion du jazz en Belgique. Tout d'abord, il y a la vie nocturne dans les dancings bruxellois qui jouent les derniers airs de jazz. Les éditeurs de musique, l'industrie musicale naissante, la radio, le cinéma et la presse constituent d'autres canaux importants de diffusion de la nouvelle musique. Parmi ces derniers, le nouveau Musique Magazine, en particulier, joue un rôle majeur.
Un certain nombre de nouveaux développements technologiques facilitent la diffusion du jazz. À la fin des années 1920, la Belgique compte plus d'un million de postes de radio et plus de 1 000 salles de cinéma, sans oublier l'essor du tourisme dans l'entre-deux-guerres et la mobilité croissante. En 1936, les Belges obtiennent des congés payés (6 jours seulement au début), de sorte que même la classe ouvrière peut désormais partir en voyage.
Dans les années 1920 et plus encore dans les années 1930, Bruxelles, Anvers et Liège deviennent les trois centres belges de développement de la nouvelle musique,. En été, les casinos des stations touristiques et thermales comme Ostende, Blankenberge, Spa et Chaudfontaine prennent le relais en attirant les vacanciers amateurs de danse des capitales,. Cette situation durera jusqu'au début des années 1990, lorsque d'autres centres émergeront comme Gand et Bruges, tandis que Liège perdra de l'importance en raison du départ de certains musiciens de jazz locaux à la suite de la disparition de quelques petites salles de jazz. 
Dans les années 1920, un orchestre de jazz typique se composait d'une trompette ou d'un cornet, parfois d'un trombone, de deux saxophones et d'une section rythmique composée d'un piano, d'un banjo et de percussions. Les musiciens qui adoptent cette nouvelle façon de faire de la musique sont, d'une part, des musiciens professionnels qui apprennent à jouer avec des accents jazzy et, d'autre part, un large groupe de musiciens amateurs qui deviennent de plus en plus professionnels. Ce dernier groupe, en particulier, pèsera sur la popularisation de la musique de jazz en Belgique. 

### Période du swing (1930–1945)
En Belgique, à partir du milieu des années 1930, la crise politique s'accompagne d'une récession économique. Bien que de nombreux lieux de divertissement aient dû fermer leurs portes, apparemment pour échapper aux conditions de vie difficiles, le besoin de divertissement reste important. Le cinéma, la musique (jazz) et la danse continuent d'attirer un large public jusqu'à l'éclatement de la Seconde Guerre mondiale<ref(nl) Willy Wuyts, Volkstheaters te Antwerpen : een studie van acht private schouwburgen tijdens het interbellum, Universiteit Gent, Onuitgegeven licentiaatsverhandeling, 1988, p. 3.</ref>. Paradoxalement, les années de crise des années 1930 sont donc devenues l'apogée du jazz, une période où le swing, en particulier, jouit d'une grande popularité. Ce nouveau genre se distingue de ses prédécesseurs, dont le jazz de la Nouvelle-Orléans, par l'importance qu'il accordait aux improvisations en solo et à l'utilisation du saxophone. Pendant la période du swing (également appelée période des big bands), la Belgique est réputée avoir fourni le plus grand nombre et les meilleurs solistes de jazz au niveau européen.
À la fin des années 1920, des expériences radiophoniques sont menées en Belgique et le NIR est fondé en 1930. Ce radiodiffuseur diffuse de nombreux disques américains nouvellement sortis. En 1932, Faecq fonde le Jazz Club de Belgique et l'avocat belge Goffin publie ses premiers livres sur le jazz. Afin de promouvoir le jazz, le premier Tournoi de Jazz du Jazz Club de Belgique pour les musiciens de jazz amateurs a lieu le samedi 10 décembre 1932 au Palais Saint Sauveur à Bruxelles. L'organisateur Félix Faecq fait suivre le tournoi d'un bal où les vainqueurs se produisent, ce qui attire beaucoup de monde, y compris lors des éditions suivantes. À partir de 1934, des tournois internationaux ont également lieu en collaboration avec les Pays-Bas, cette fois au Palais des Beaux-Arts de Bruxelles. La presse joue un rôle important dans la publicité autour des tournois. Les matches sont largement annoncés dans Musique Magazine (l'organe officiel des organisateurs), mais la presse étrangère parle également des tournois. Faecq tient des conférences de presse, organise les prix et souligne dans la presse que les tournois ont un but éducatif, à savoir « éduquer le public pour qu'il apprenne à distinguer une chanson populaire radiophonique sans valeur d'une bonne interprétation de jazz. »

### Années 2010
Bien que la Belgique soit un petit pays, elle a produit un certain nombre de musiciens de jazz de renommée internationale. Une nouvelle génération de jeunes musiciens a émergé et propose aujourd'hui divers styles de jazz : old style, mainstream, big band, bebop, toutes les formes de jazz moderne telles que le jazz rock de Philip Catherine, l'avant-garde et l'improvisation libre, le latin jazz et la fusion électrique brésilienne, l'acid jazz, le world jazz, et ainsi de suite. En outre, les musiciens de l'ancienne génération restent bien vivants, enregistrant des disques et se produisant sur scène : Toots Thielemans reste actif jusqu'à un âge avancé. En 2009, il est l'une des vedettes de la Nuit des Proms à Anvers et, en mars 2010, il a encore donné huit concerts au Blue Note Festival à New York.
Après la pandémie de Covid-19, un nouveau genre émerge en Belgique, appelé le Brussels Sound. Ce style, qui se distingue par un mélange de jazz, de musique électronique et de hip-hop, est en pleine ascension avec des groupes tels que Tukan, Echt!, Kau, et Kuna Maze.